# 高知UトラスターFC
高知UトラスターFC（こうちユートラスターエフシー、英語: KOCHI U TORASTAR Football Club）は、かつて存在した社会人サッカーのクラブチーム。南国市を中心とした高知県全域を本拠地としていた。高知ユナイテッドSCの母体となったクラブの一つである。

## 歴史
- 1998年 - 南国市にて「トランジェスター」として創部。設立当初、工業高校出身の選手が多かったことから、トランジスタをもじったチーム名とした[1]。
- 2000年
  - チーム名を、旧チーム名を縮めた「トラスター」に変更。
  - 高知県リーグ3部優勝、2部昇格。
- 2002年 - 高知県リーグ2部優勝、1部昇格。
- 2006年 - チーム名を「北陵トラスター」に変更。
- 2008年
  - チーム名を「なんこくトラスターFC」に変更。
  - 全国クラブチームサッカー選手権大会高知県大会優勝、四国大会代表決定戦勝利。第15回全国クラブチームサッカー選手権大会出場。
  - 四国リーグチャレンジチーム決定戦準優勝。
  - 四国リーグ入替戦で、高知トヨペット・昭和クラブを2戦合計3-2で破り昇格。
- 2009年 - 四国リーグ最下位。高知県リーグ1部に降格。
- 2011年
  - 四国リーグチャレンジチーム決定戦準優勝。
  - 入替戦でKFCグラシアス西条を2戦合計4-1で破り、四国リーグに復帰。
- 2013年
  - 高知大学体育会サッカー部との提携を開始。
  - クラブ事務所を高知市内に移転し、チーム名を「高知UトラスターFC」に変更。チーム名の「U」は高知の団結・高知大学サッカー部との連合に由来する「United」の頭文字、及び高知大学 (Kochi University) の「University」の頭文字に由来する[1]。ホームタウンは「南国市を中心とする高知県全域」として南国市でも引き続き中心的な活動を行い、NPO法人まほろばクラブ南国・高知大学と協力して児童を対象としたサッカーアカデミー開催を始めた。
  - 第49回全国社会人サッカー選手権大会初出場。
- 2014年
  - 第50回全国社会人サッカー選手権大会出場。
  - 四国リーグ初制覇。
  - 第38回全国地域サッカーリーグ決勝大会1次ラウンド敗退。
- 2016年
  - 1月15日 - 同じ四国リーグ所属のアイゴッソ高知とのチーム統合を発表[2][3]。新チーム名は「高知ユナイテッドスポーツクラブ（SC）」。
  - 2月1日 - チーム統合により、高知UトラスターFCとしての活動を終了。四国リーグへの参加資格はアイゴッソ高知のものを引き継ぐこととなり、高知大学は社会人登録チームとして3月1日にKUFC南国を設立、プロ契約を望まない高知UトラスターFCの一部の選手はそちらに合流し、高知UトラスターFCの参加資格を引き継いで活動を行うこととなった。

## 戦績
| 年度 | 所属      | 順位 | 勝点 | 試合 | 勝 | 分 | 敗 | 得点 | 失点 | 差  |
| 1998 | 高知県3部 | 優勝 |      |      |    |    |    |      |      |     |
| 1999 | 高知県2部 |      |      |      |    |    |    |      |      |     |
| 2000 | 高知県2部 |      |      |      |    |    |    |      |      |     |
| 2001 | 高知県2部 |      |      |      |    |    |    |      |      |     |
| 2002 | 高知県2部 | 優勝 |      |      |    |    |    |      |      |     |
| 2003 | 高知県1部 | 4位  |      |      |    |    |    |      |      |     |
| 2004 | 高知県1部 | 4位  | 21   | 11   |    |    |    |      |      |     |
| 2005 | 高知県1部 | 6位  |      | 11   |    |    |    |      |      |     |
| 2006 | 高知県1部 | 9位  | 13   | 12   | 4  | 1  | 7  | 16   | 30   | -14 |
| 2007 | 高知県1部 | 6位  | 15   | 12   | 5  | 0  | 7  | 28   | 45   | -17 |
| 2008 | 高知県1部 | 2位  | 30   | 11   | 10 | 0  | 1  | 49   | 23   | 26  |
| 2009 | 四国      | 8位  | 8    | 14   | 2  | 2  | 10 | 13   | 54   | -41 |
| 2010 | 高知県1部 | 3位  | 25   | 11   | 8  | 1  | 2  | 66   | 16   | 50  |
| 2011 | 高知県1部 | 2位  | 28   | 11   | 9  | 1  | 1  | 44   | 16   | 28  |
| 2012 | 四国      | 4位  | 22   | 14   | 7  | 1  | 6  | 37   | 32   | 5   |
| 2013 | 四国      | 3位  | 28   | 14   | 9  | 1  | 4  | 69   | 18   | 51  |
| 2014 | 四国      | 優勝 | 36   | 14   | 12 | 1  | 1  | 75   | 10   | 65  |
| 2015 | 四国      | 2位  | 37   | 14   | 12 | 1  | 1  | 63   | 12   | 51  |

## タイトル

### リーグ戦
- 四国サッカーリーグ：1回
  - 2014年

## ユニフォーム

### チームカラー
- 緑 - 高知県の面積の84%が森林であることに由来[1]。

### ユニフォームサプライヤー
- プーマ

### ユニフォームスポンサー
| 掲出箇所 | スポンサー名       | 表記           |
| -------- | ------------------ | -------------- |
| 胸       | 馬路村農業協同組合 | ごっくん馬路村 |
| 背中     | シエスタゲート     | Siesta Gate    |
| 右袖     | 横矢自動車         | YOKOYA'S       |
| パンツ   | なし               | -              |

## 主な所属選手
- 山中誠晃：2013-2015
- 一柳穣：2013-2015
- 出井正太郎：2013-2015
- 犬塚友輔：2015